# Неизвестная по имени супруга Теодориха Великого
Неизвестная по имени супруга Теодориха Великого — жена (или наложница) короля остготов Теодориха Великого, мать Тиудигото и Острогото.
По свидетельству средневекового историка Иордана, ещё когда остготы пребывали в Мёзии, Теодорих Великий прижил от наложницы двух внебрачных дочерей: Тиудигото и Острогото. После осуществлённого в 489—493 годах покорения остготами Италии они были выданы замуж за вестготского короля Алариха II и за бургундского правителя Сигизмунда, соответственно. В «Анониме Валезия» спутница Теодориха характеризуется как жена. Имени её исторические источники не сообщают. Впоследствии Теодорих сочетался браком с дочерью франкского короля Хильдерика I Аудофледой, родившей Амаласунту.